# Honnemaradu, Sagar
Honnemaradu là một làng thuộc tehsil Sagar, huyện Shimoga, bang Karnataka, Ấn Độ.